# کامن (ناحیه پلهریموف)
کامن (به چکی: Kámen) یک منطقهٔ مسکونی در جمهوری چک است که در ناحیه پلهریموو واقع شده‌است. کامن ۸٫۰۷ کیلومتر مربع مساحت و ۲۵۸ نفر جمعیت دارد و ۵۸۵ متر بالاتر از سطح دریا واقع شده‌است.